# 10 juin 1978

## Naissances
- Marko Paasikoski, bassiste finlandais
- Shane West, acteur américain
- Sabrina Mulrain, athlète allemande
- Monica Sintra, chanteuse portugaise
- José Antonio Pecharromán, coureur cycliste espagnol
- DJ Qualls, acteur américain
- Jukka Leino, skieur alpin finlandais
- Francisca Moreno, joueuse espagnole de rugby à XV
- Ferdinando Coppola, joueur de football italien
- Subhash Khot, chercheur en informatique théorique
- Scott Neal, acteur britannique
- Clarissa Crotta, cavalière de saut d'obstacles suisse

## Décès
- Väinö Muinonen (né le 30 décembre 1898), athlète finlandais

## Autres événements
- Fondation en Tunisie du Mouvement des démocrates socialistes et Ahmed Mestiri en est le premier secrétaire général
- 4 matchs pour la dernière journée des groupes 1 et 2 de la Coupe du monde de football de 1978
  - France[1] - Hongrie (3-1)
  - Argentine - Italie (0-1)
  - RFA- Tunisie (0-0)
  - Pologne - Mexique (3-1)
- Mise en service de l'USS Cincinnati (SSN-693)
- Entrée de Georges Thinès à l'Académie royale de langue et de littérature françaises de Belgique
- Hartwig Gauder établit le record d'Europe sur 20 km en 1 h 24 min 22 s à Londres
- Henri Agarande commence son mandat de sénateur de la Guyane